# Kele
Kele (ryska: Келе) är en sovjetisk tecknad kortfilm från 1988 baserad på den tjuktjiska sagan om Kele och flickorna.

## Handling
Två flickor från ett tjuktjisk läger bestämmer sig för att åka till tundran för att plocka bär och hör där monstret Kele spela pipa. Kele lämnar pipan och går för att äta bär, medan flickorna hittar pipan och börjar spela den. Medförda märker de inte hur Kele närmar sig dem från ljudet. Kele griper tag i flickorna och bestämmer sig för att vila och hänger dem i ett träd. Flickorna ber den flygande fågeln att befria dem och flyr senda. Den nu vakna Kele springer efter dem. Efter att ha nått en bred flod frågar han flickorna, som redan har gått över till andra sidan, hur han kan ta sig till dem. De råder honom att dricka upp vattnet från floden och korsa botten på torrt land. Den dumma Kele gör just det, men efter att ha druckit för mycket vatten spricker han. Flickorna återvänder glatt hem och Kele, efter att ha sytt ihop hålet i magen, tröstar sig med att spela pipa.

## Rollista
- Alexander Zakrzjevskij
- Polina Snesareva

## Filmteam
- Regissör — Michail Aldasjin, Peep Pedmanson
- Manusförfattare — Michail Aldasjin, Peep Pedmanson
- Scenograf — Michail Aldasjin
- Konstnärer — Natalia Demidova, Peep Pedmanson, V. Bajramov
- Animatörer — Ljudmila Ignatenko, Michail Aldashin, Peep Pedmanson
- Filmfotograf — Kabul Rasulov
- Direktör — T. Zozulja
- Ljudingenjör — Sergej Karpov
- Exekutiv producent — Andrej Chrzjanovskij
- Redaktör — Jelena Michajlova

## Festivaler och utmärkelser
- 1991 - Filmfestivalen "FesAn": pris "Polkan".[1]